# Ahernia
Ahernia is een geslacht uit de familie Achariaceae. Het geslacht telt een soort die voorkomt op het eiland Hainan en de Filipijnen.

## Soorten
- Ahernia glandulosa Merr.